# Sidorovo
Sidorovo (pot. również: Žiar, na mapach czasem: Hýrová; 1099 m) – szczyt w północno-wschodniej części grupy górskiej Wielkiej Fatry na Słowacji.

## Położenie
Szczyt Sidorovo stanowi najwyższy punkt w trzeciorzędnym grzbiecie we wschodniej (liptowskiej) gałęzi Wielkiej Fatry. Grzbiet ów odgałęzia się w szczycie Malinné (1209 m) w kierunku południowo-wschodnim, biegnie przez niewybitny Borovník (1054 m), po czym skręca ku północnemu wschodowi i przez szerokie siodło pokryte łąkami Pod Sidorovom, ok. 860 m) wznosi się na szczyt Sidorova. Stamtąd wąski grzbiet biegnie na północ na skaliste wzniesienie Veľká skala (912 m), po czym systematycznie obniża się ku przedmieściom Rużomberku. Wschodnie stoki masywu Sidorova opadają na Revúcke podolie (dolina Revúcy), zachodnie do wąskiej i głębokiej wschodniej odnogi Hrabovskiej doliny, południowe do Trlenskiej doliny z osadą wsi Vlkolínec.

## Geologia, morfologia
Masyw Sidorova budują skały mezozoiczne: podstawę wapienie, partie szczytowe – dolomity. Stoki są strome, zachodnie dość jednolite, wschodnie – rozczłonkowane szeregiem żlebów i dolinek. Od wschodu, południa i zachodu na stokach występują liczne turnie i zerwy skalne. W zboczach Wielkiej Skały uformowała się niewielka jaskinia. Na wschodnich zboczach masywu, na wysokości ok. 780 m, ze stoku wyrasta skalna baszta wysokości 15–20 m znana jako Krkavá skala, chroniona jako pomnik przyrody (słow. prírodná pamiatka).

## Przyroda
Masyw Sidorova jest praktycznie w całości zalesiony. Głównymi gatunkami lasotwórczymi są tu buk zwyczajny i świerk pospolity z niewielkim udziałem jodły, sosny i jaworu. W niższych partiach występują zarośla z leszczyną, tarniną i dziką różą. Z uwagi na węglanowe podłoże masyw charakteryzuje się bogatą roślinnością zielną. Wczesną wiosną na łączkach pod Wielką Skałą obficie kwitnie m.in. sasanka słowacka.
Z dużych ssaków występują tu jeleń i dzik, czasem zachodzi również niedźwiedź. Masyw Sidorova posiada bogatą awifaunę. Z ptaków drapieżnych występują tu myszołów zwyczajny, jastrząb gołębiarz, pustułka, kilka gatunków sów i kruk, poza tym m.in. sikora bogatka, pliszka siwa i sójka zwyczajna.

## Archeologia-historia
Według archeologów specyficzne ukształtowanie wierzchołka (słabo widoczne wały, nasypy i wykopy) Sidorova to ślady prehistorycznego osadnictwa z bliżej nieokreślonego okresu – czasami wiązane ono było z kulturą puchowską. Po raz pierwszy zauważył to w pierwszej połowie XVIII w. Matej Bel. Vojtech Majláth w 1870 r. znalazł tutaj potłuczone fragmenty glinianego naczynia i bliżej nieokreślonego przedmiotu z brązu.
U południowych podnóży Sidorova znajduje się osada Vlkolínec, która w 1993 r. została wpisana na listę światowego dziedzictwa UNESCO. Jest atrakcją turystyczną.

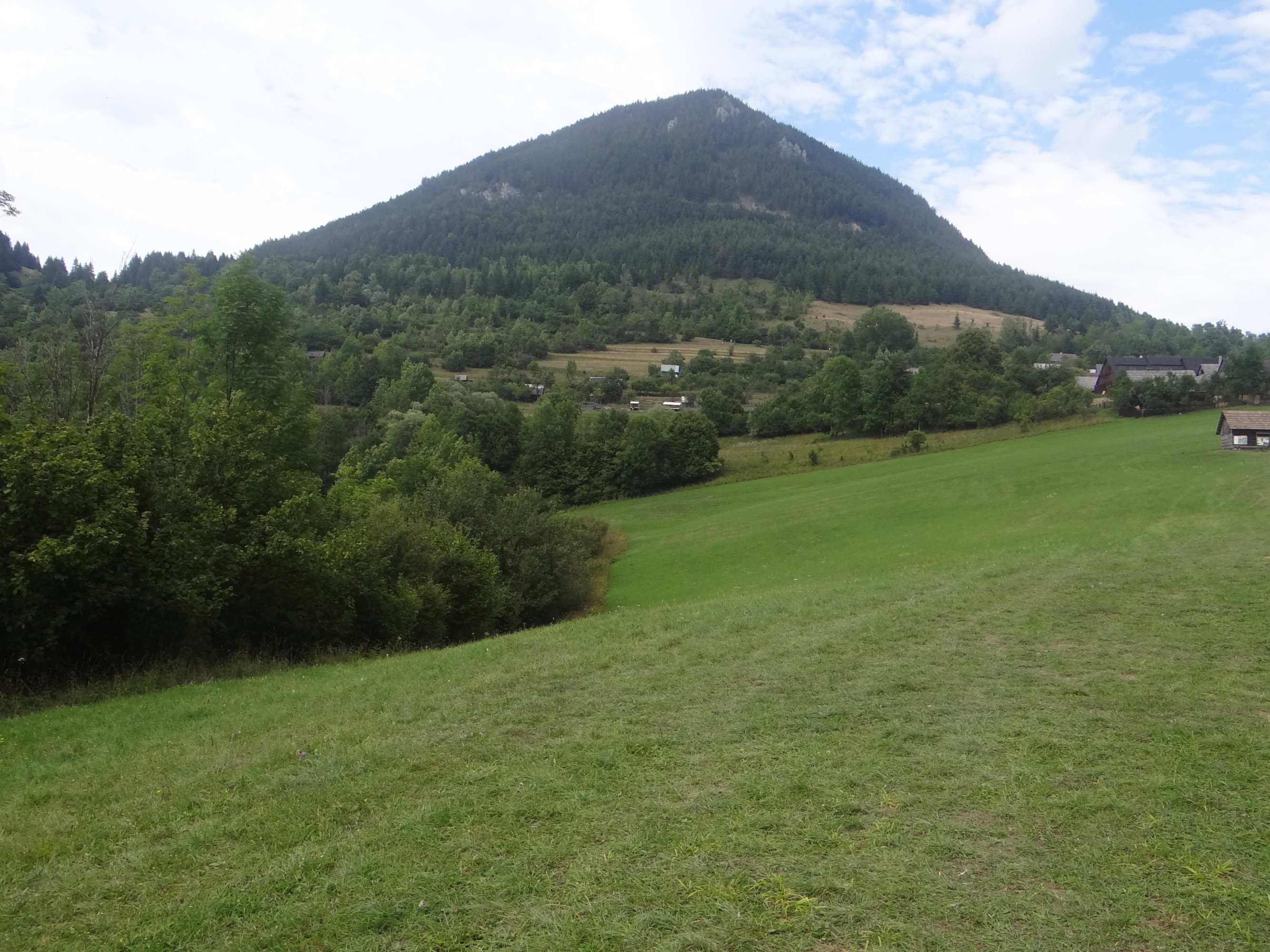
Widok na Sidorovo z Vlkolínca
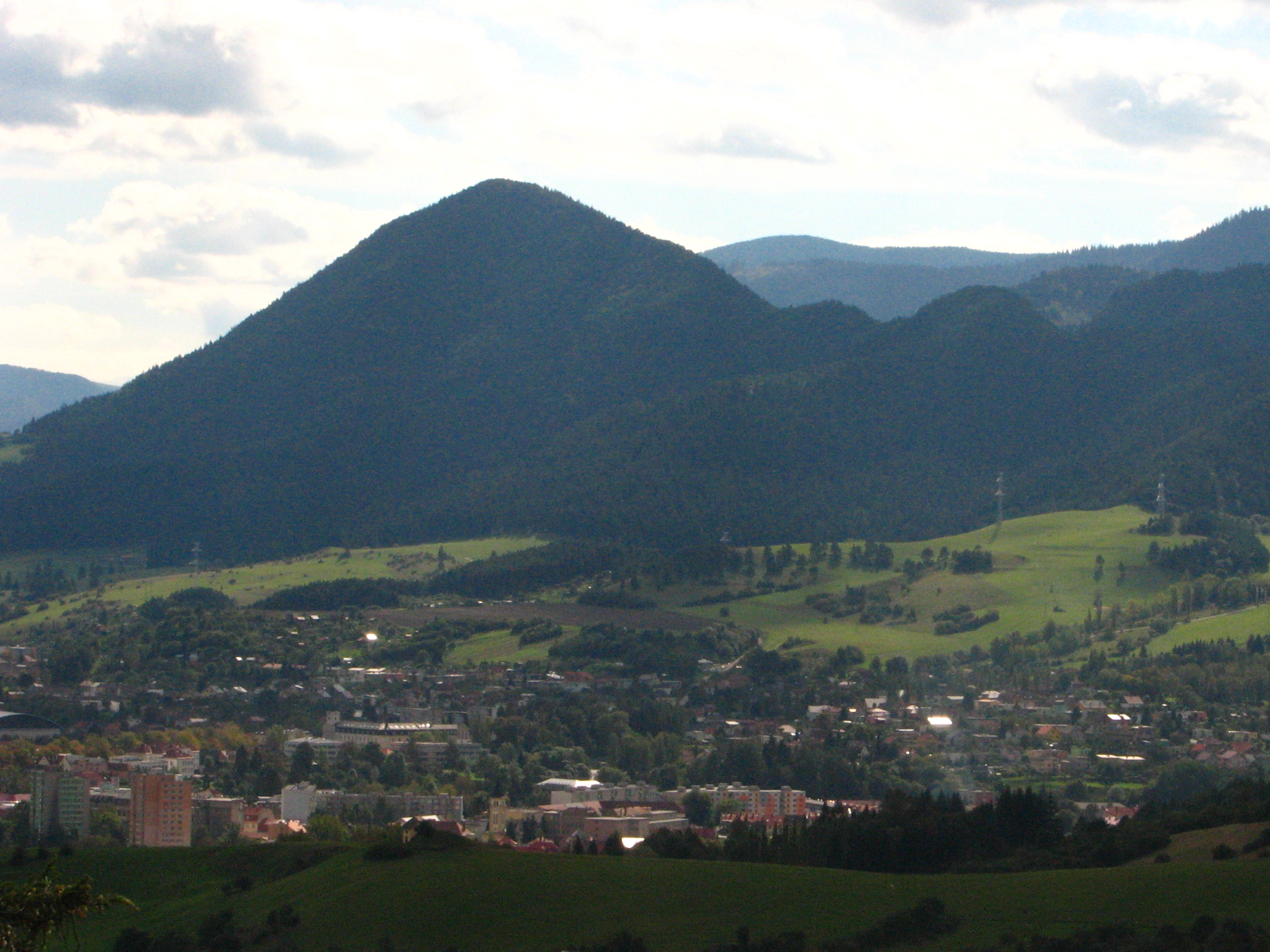
Widok na Sidorovo z zamku Likawa
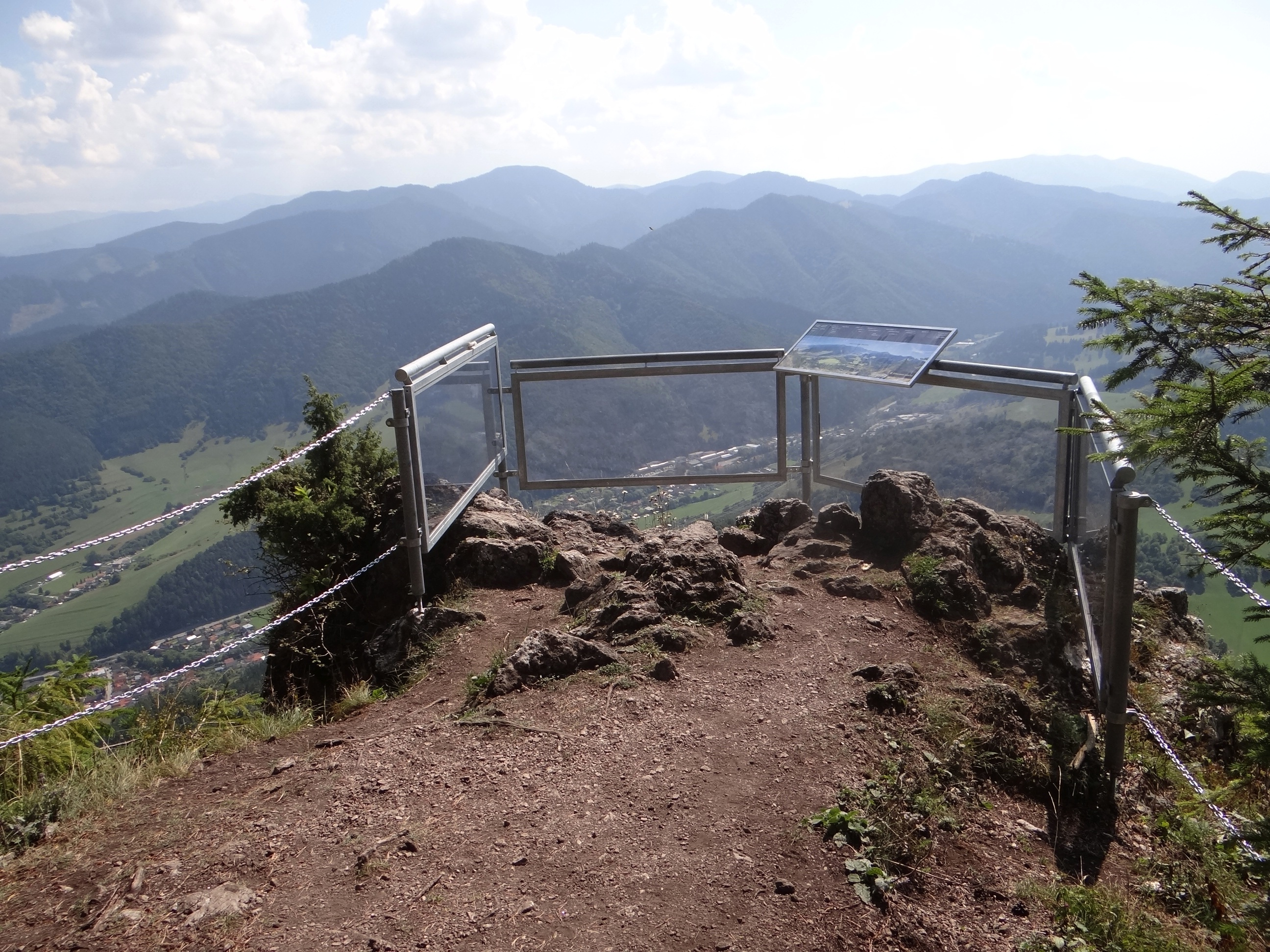
Na szczycie
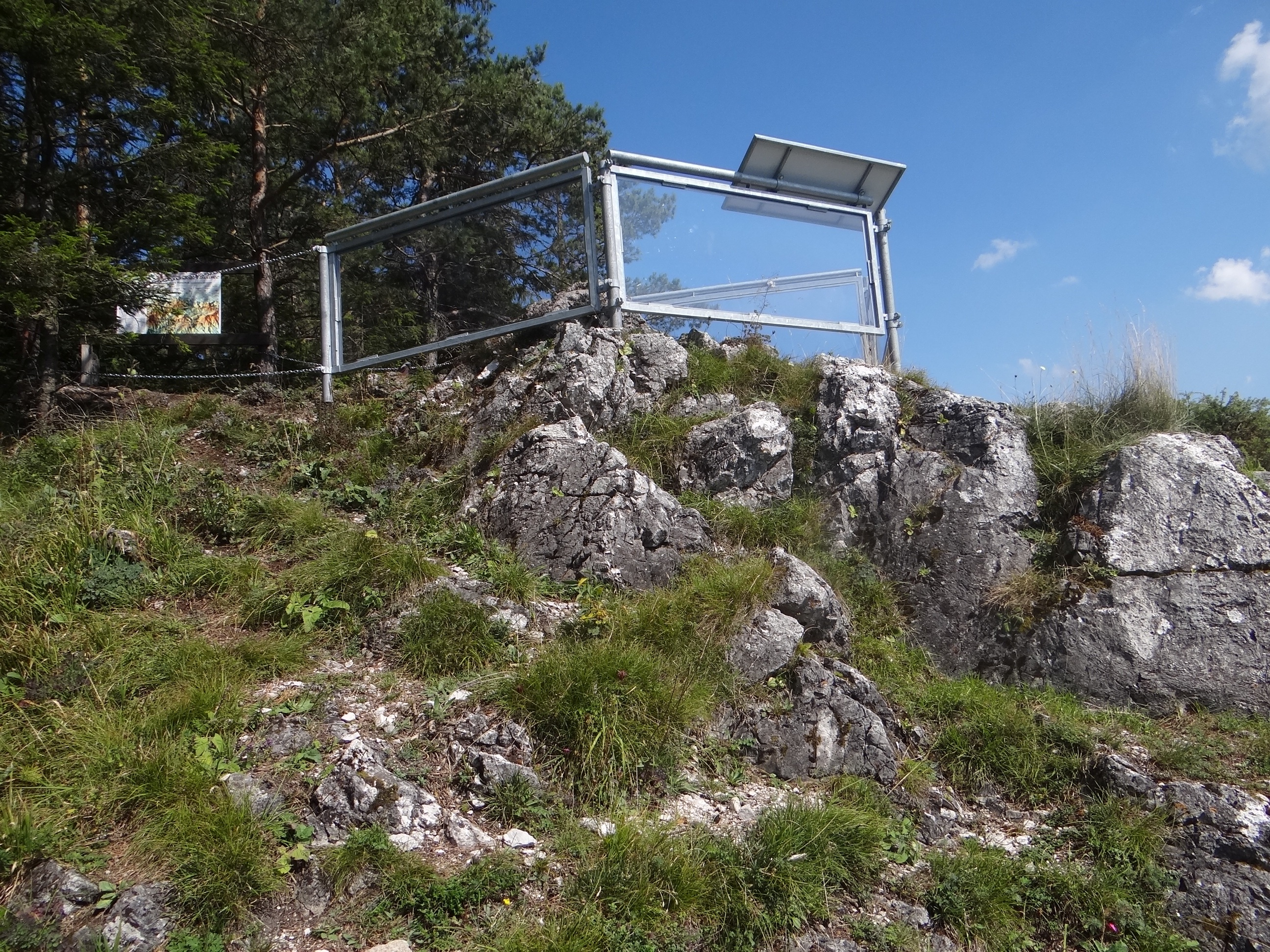
Szczyt
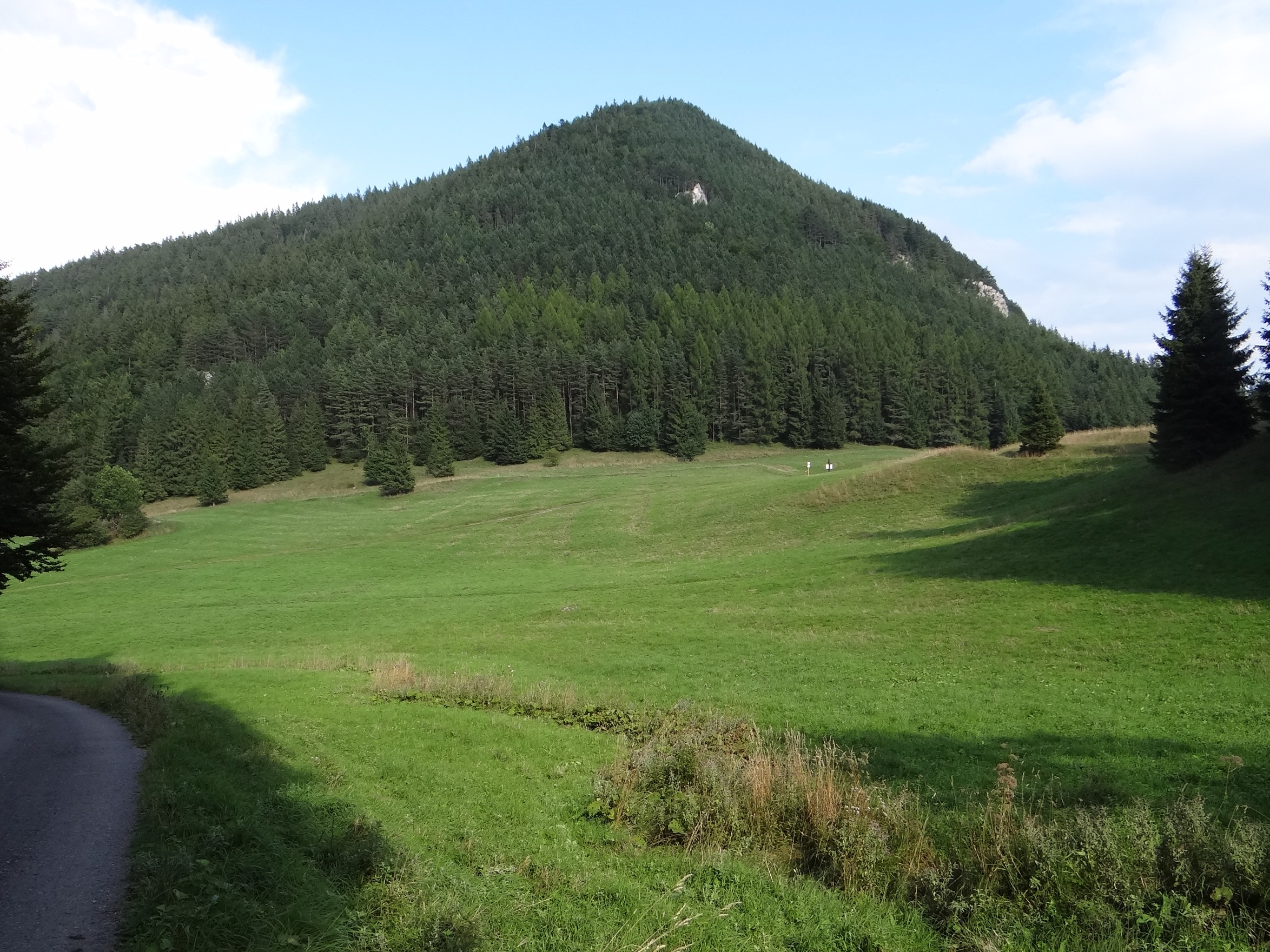
Pod Sidorovom i Sidorovo
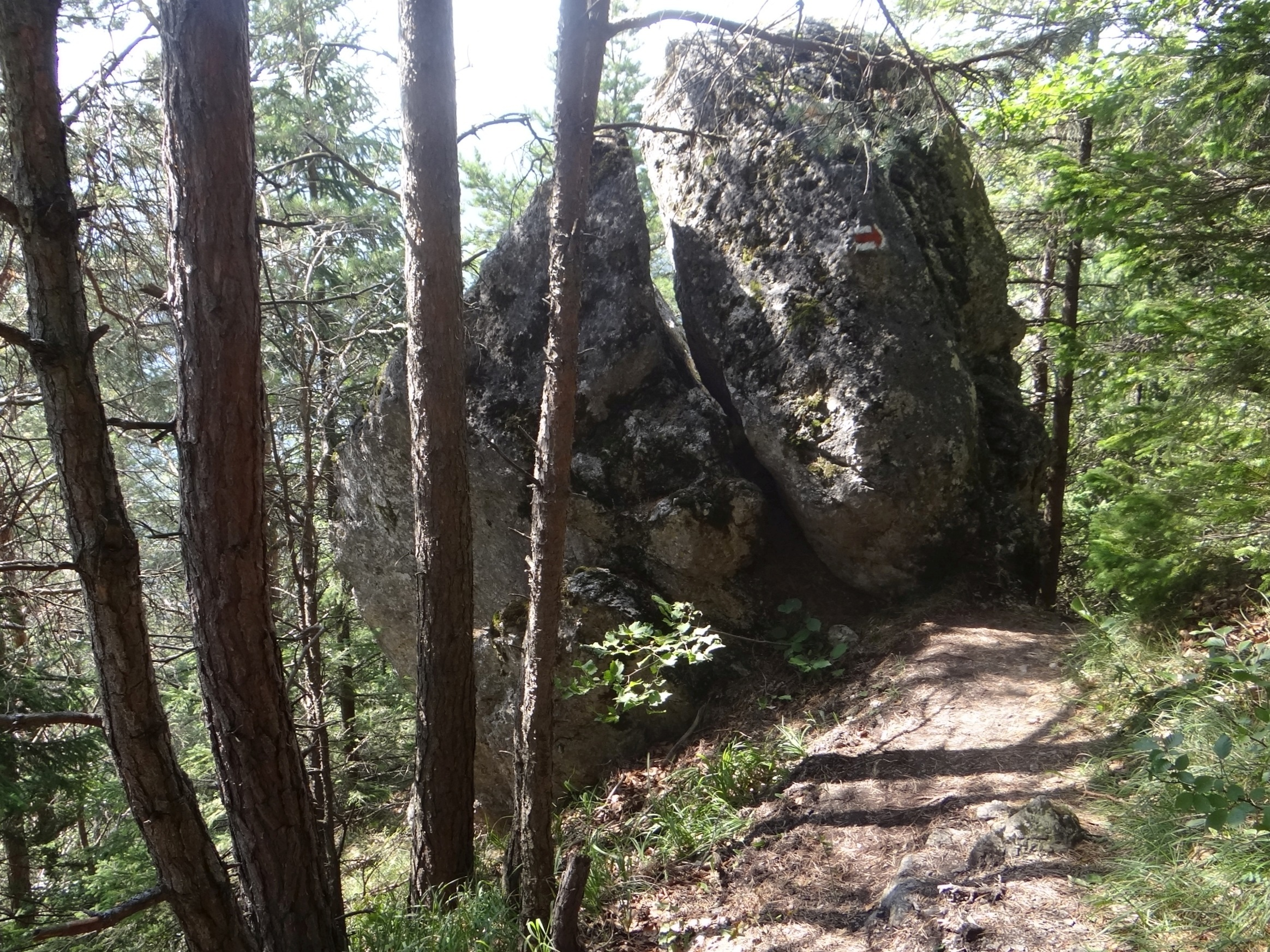
Jeden ze szczytowych głazów

## Turystyka
Grzbietem całego masywu Sidorova biegnie czerwono znakowany szlak turystyczny z Rużomberku do ośrodka turystyczno-narciarskiego Malinné. Jest to jedyny szlak prowadzący przez szczyt Sidorovo. Kilka innych prowadzi jego zboczami, Szlaki krzyżują się na hali Vlkolínské ľuky, skąd można czerwonym szlakiem wyjść na szczyt Sidorovo. Wschodnimi podnóżami masywu biegnie zielono znakowany szlak z Rużomberku na Nižné Šiprúnske sedlo oraz żółty z Bielego Potoku w Rużomberku przez Vlkolínec na Vlkolínské ľuky. Zachodnimi zboczami masywu, ponad doliną biegnie niebieski szlak z Rużomberku (Kalvária) na Vlkolínské ľuky. Szczyt Wielkiej Skały, a zwłaszcza wierzchołek Sidorova są doskonałymi punktami widokowymi. Widoki z tego ostatniego obejmują znaczną część Kotliny Liptowskiej oraz Dolinę Rewucką wraz z otoczeniem.
  Rużomberk – Kalvária – Veľká skala – Sidorovo. Odległość 5,3 km, suma podejść 655 m, czas przejścia 2:15 h (z powrotem 1:40 h)
  Vlkolínské ľuky – Sidorovo. Odległość 1,1 km, suma podejść 275 m, czas przejścia 50 min (z powrotem 25 min)
  Rużomberk – Krkavá skala – Pod Sidorovom. Odległość 5,5 km, suma podejść 435 m, suma zejść 70 m, czas przejścia 1:50 h (z powrotem 1:30 h)
  Biely Potok (Rużomberk) – Vlkolínec – Pod Sidorovom – Vlkolínské ľuky. Odległość 3,3 km, suma podejść 390 m, suma zejść 90 m, czas przejścia 1:25 h (z powrotem 1:10 h)
  Kalvária (Rużomberk) – Krkavá skala – Pod Sidorovom. Odległość 3,4 km, suma podejść 280 m, suma zejść 65 m, czas przejścia 1:10 h (z powrotem 55 min)
Szczyt Sidorovo jest kamienisty. Zamontowano na nim barierki ochronne, opisaną panoramę i tablicę informacyjną.